# カラブリア州

カラブリア州
Regione Calabria

カラブリア州（カラブリアしゅう、イタリア語: Calabria）は、イタリア共和国南部に位置し、カタンザーロを州都とする州である。州内で最多の人口を有する都市はレッジョ・ディ・カラブリア（レッジョ・カラブリア）。しばしば国土の形状がブーツに喩えられるイタリアの「爪先」にあたる地域で、南西にメッシーナ海峡を隔ててシチリア島がある。

## 地理

### 位置・広がり
イタリア半島の南西端、カラブリア半島を占める州である。西はティレニア海、東はイオニア海に面している。北にバジリカータ州と隣接しており、西南にメッシーナ海峡を隔ててシチリア島と向き合う。
州都カタンザーロは州中部の東南側の海岸（イオニア海沿岸）に位置し、マテーラから南へ196 km、ナポリから東南へ293 km、パレルモから東北東へ約295 km、首都ローマから東南へ約 483kmの距離にある。

### 主な都市
人口3万人以上のコムーネは以下の通り。人口は2011年1月1日現在。
- レッジョ・ディ・カラブリア （レッジョ・ディ・カラブリア県） - 186,547人
- カタンザーロ （カタンザーロ県） - 93,124人
- ラメーツィア・テルメ （カタンザーロ県） - 71,286人
- コゼンツァ （コゼンツァ県） - 70,068人
- クロトーネ （クロトーネ県） - 61,798人
- コリリアーノ・カーラブロ （コゼンツァ県） - 40,548人
- ロッサーノ （コゼンツァ県） - 38,422人
- レンデ（コゼンツァ県） - 35,488人
- ヴィボ・ヴァレンツィア （ヴィボ・ヴァレンツィア県） - 33,853人

- レッジョ・ディ・カラブリア
- カタンザーロ
- コゼンツァ
- クロトーネ

## 歴史

### 古代

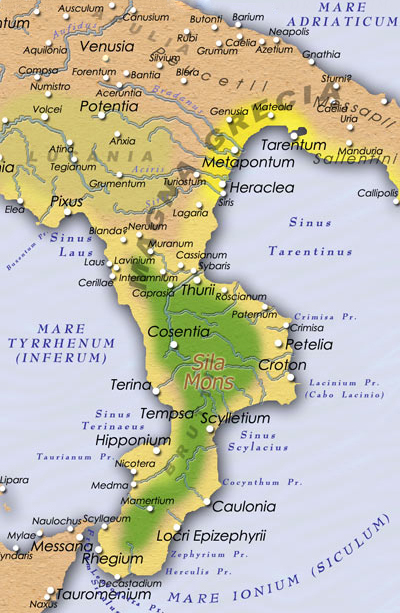
マグナ・グラエキア（紀元前280年ごろ）

現在のカラブリアに最初に定住したのは、オスク語（イタリック語派オスク・ウンブリア語群の言語）を話す諸部族であった。そのうち2つの部族は、オイノートリア人（Οἰνωτρία、直訳すれば「ブドウを栽培する土地の人々」の意）、イタロス人（Ἰταλός）と呼ばれた。ギリシャ人たちが最初にイタロス人と接触したことから、この地域は「イタリア」の名で呼ばれた最初の地域となった。
ギリシャ人たちは早期からこの地方の海岸地域に盛んに移住し、都市を築いた。イタリア半島における最初の都市のひとつであるレギオン（Ῥήγιον, 現在のレッジョ・ディ・カラブリア）、シュバリス（Σύβαρις, 現在のシバリ（カッサーノ・アッロ・イオーニオの分離集落））、数学者ピタゴラスが晩年を過ごしたクロトーン（Κρότων, 現在のクロトーネ）、エピゼフュリオイ・ロクロイ（Επιζεφύριοι Λοκροί, 現在のロクリ）などで、これらマグナ・グラエキアの有力な都市は紀元前6世紀から紀元前5世紀にかけて建設された。
ギリシャ人は紀元前3世紀までに、北からやってきたオスク語を話す部族によって征服された。かれらの中はサムニウム人 (Samnites) の一派であるルカニア人 (Lucani (ancient people)) や、その分枝であるブルッティ人（ブルティウム人） (Bruttii) が含まれていた。ブルッティ人はギリシャ人の諸都市を征服すると、現在のカラブリア地方に支配を打ち立て、自らの都市群を建設した。ブルッティ人の首都として建設されたのがコセンティア（現在のコゼンツァ）である。
ローマ人は紀元前3世紀、ブルッティ人たちの激しい抵抗を排してこの地方を征服した。ローマ人にとっては、イタリック系の人々から受けた最初の本格的な抵抗であった。帝政ローマ初期、アウグストゥスはこの地方をイタリア本土第3行政区「ルカニア・エト・ブルッティイ」 (it:Regio III Lucania et Bruttii) に編成した。
なお、イタリア本土第2行政区「アプリア・エト・カラブリア」 (it:Regio II Apulia et Calabria) に見られるように、古代において「カラブリア」という地域名称は現在のプッリャ州南部（サレント半島）を指して用いられていた。

### 中世・近世

#### ノルマン人による征服とシチリア王国
1060年、ロベルト・イル・グイスカルドと弟のルッジェーロ（のちのシチリア伯ルッジェーロ1世）に率いられたノルマン人たちは、東ローマ帝国領の辺境であったカラブリアを征服した。かれらの国家は地元のギリシャ人有力者によって支えられた。次いでノルマン人たちはシチリア島を征服し、シチリア島と南イタリアにまたがる国家を築いた。1130年、ルッジェーロ2世（ルッジェーロ1世の子）はシチリア王位に就き、シチリア王国（オートヴィル朝、いわゆるノルマン朝）が建国された（ノルマン人による南イタリア征服参照）。
その後シチリア王位は12世紀末、ホーエンシュタウフェン家に移っている。1266年、フランス王ルイ9世の末弟シャルル・ダンジューは、ホーエンシュタウフェン家のシチリア王マンフレーディを破り、シチリア王に即位してカルロ1世（アンジュー＝シチリア家の祖）となる。1268年、カルロ1世はホーエンシュタウフェン家のコッラディーノに勝利し、南イタリアの支配を確立した。
しかし1282年の「シチリアの晩祷」によってカルロ1世はシチリア島の支配を失い、シチリア王国は分裂した。以後カラブリアは、カルロ1世が保った半島本土側の王国（ナポリ王国）の一部となった。ナポリ王国は、カルロ1世の末裔であるナポリ・アンジュー朝から、同族であるヴァロワ＝アンジュー家と、フランス系の王朝が続いた。

#### スペイン・フランスによる支配
ナポリ王国でフランス系の王朝が絶えたのち、継承争いが発生した。1442年、アラゴン王・シチリア王アルフォンソ5世（トラスタマラ家出身）はナポリ王国の王位を獲得し、「アラゴン連合王国」の一部（のちにスペイン王国となる）に編入した。
なお、カラブリアでは、中世後期に北部を Calabria Citeriore（あるいはLatin Calabria）、南部を Calabria Ulteriore（あるいはGreek Calabria）とする地方区分が行われるようになったが、この区分はイタリア統一までほぼ保たれた。
南イタリアを支配したスペインの王朝は、16世紀初頭にスペイン・ハプスブルク朝に、1700年にスペイン・ブルボン朝に移行する。スペイン継承戦争中の1707年に、オーストリアがナポリを支配するが、1734年にスペインは南イタリアの支配を回復し、スペイン・ブルボン家のパルマ公カルロ（のちのスペイン王カルロス3世）がナポリ・シチリア両王国の王に即位した（ナポリ王としてはカルロ7世）。

### 近代
ナポレオン時代にはナポレオンの兄のジョゼフ・ボナパルト（ジュゼッペ・ボナパルテ）がナポリ王となり、ついでナポレオン兄弟の義弟であるジョアシャン・ミュラ（ジョアッキーノ1世）がその地位を継いだが、ミュラはナポレオンの没落とともに失墜し、ピッツォの街で処刑されている。1816年、スペイン・ブルボン家の下でシチリア王国とナポリ王国が正式に統合され、両シチリア王国（シチリア・ブルボン朝）が建国された。
1848年革命に際しては、カラブリアは農民反乱の舞台となった。両シチリア王国での一連の農民反乱は、イタリア統一劇の舞台を準備した。1860年、ジュゼッペ・ガリバルディ率いる義勇軍（千人隊、あるいは赤シャツ隊）はシチリアを制圧、メッシーナ海峡を渡ってカラブリアのレジスタンスに迎えられ、9月にはナポリに入城する。その後、イタリア統一（とくに教皇領の措置）を巡ってガリバルディとイタリア王国軍の間には確執が生じ、1862年にガリバルディは義勇軍とともにカラブリアの山岳地帯を占拠する。1862年8月には王国軍と義勇軍が衝突（アスプロモンテの戦い）、ガリバルディは負傷し、同志たちも王国軍に捕えられた。
1943年9月2日夜、第二次世界大戦において降伏直前のイタリアに対し、連合国軍（イギリス軍、カナダ軍）は先に占領したシチリア島からメッシーナ海峡を渡り、カラブリア州に対して上陸作戦を実施。翌朝までに上陸が成された。

## 行政区画

カラブリア州と各県

カラブリア州は以下の5県からなる。1996年にカタンザーロ県の北東部と南西部がそれぞれ分割され、クロトーネ県とヴィボ・ヴァレンツィア県が発足した。
左端の数字はISTATコード、アルファベット2文字は県名略記号を示す。人口は2011年1月1日現在。面積の単位はkm²。
|     |    | 県名                     | 綴り            | 県都                       | 面積  | 人口    |
| --- | -- | ------------------------ | --------------- | -------------------------- | ----- | ------- |
| 078 | CS | コゼンツァ県             | Cosenza         | コゼンツァ                 | 6,650 | 734,656 |
| 079 | CZ | カタンザーロ県           | Catanzaro       | カタンザーロ               | 2,391 | 368,597 |
| 080 | RC | レッジョ・カラブリア県   | Reggio Calabria | レッジョ・ディ・カラブリア | 3,184 | 566,977 |
| 101 | KR | クロトーネ県             | Crotone         | クロトーネ                 | 1,717 | 174,605 |
| 102 | VV | ヴィボ・ヴァレンツィア県 | Vibo Valentia   | ヴィボ・ヴァレンツィア     | 1,139 | 166,560 |

## 経済
地中海性気候のカラブリア州内ではブドウの栽培が行われ、主に赤ワインの製造（州内で製造されるワインの9割が赤ワイン）が行われている。しかし、各産業の競争力は弱く、2010年代においても、イタリアの中では2番目に貧しい州（地域）となっている。25歳未満の若年者の失業率は50%を越えイタリア全土で最も高い。こうした背景で、イタリア4大マフィアのひとつの「ンドランゲタ」がカラブリアを本拠としており、イタリアやヨーロッパだけでなく世界中に根を張っている。

## 文化

### 言語・民族

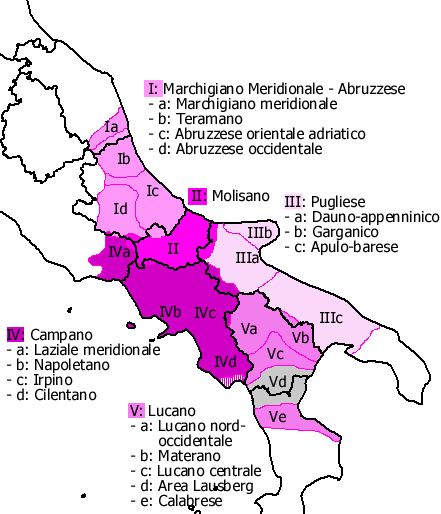
ナポリ語の方言分布

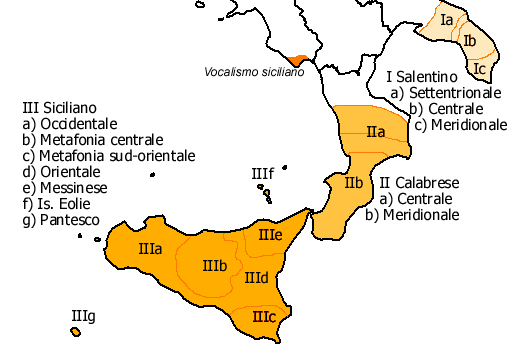
シチリア語の方言分布

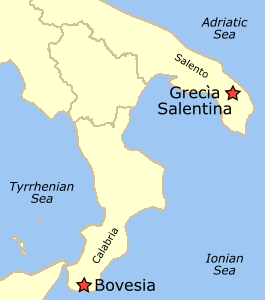
グリコ語が話される地域

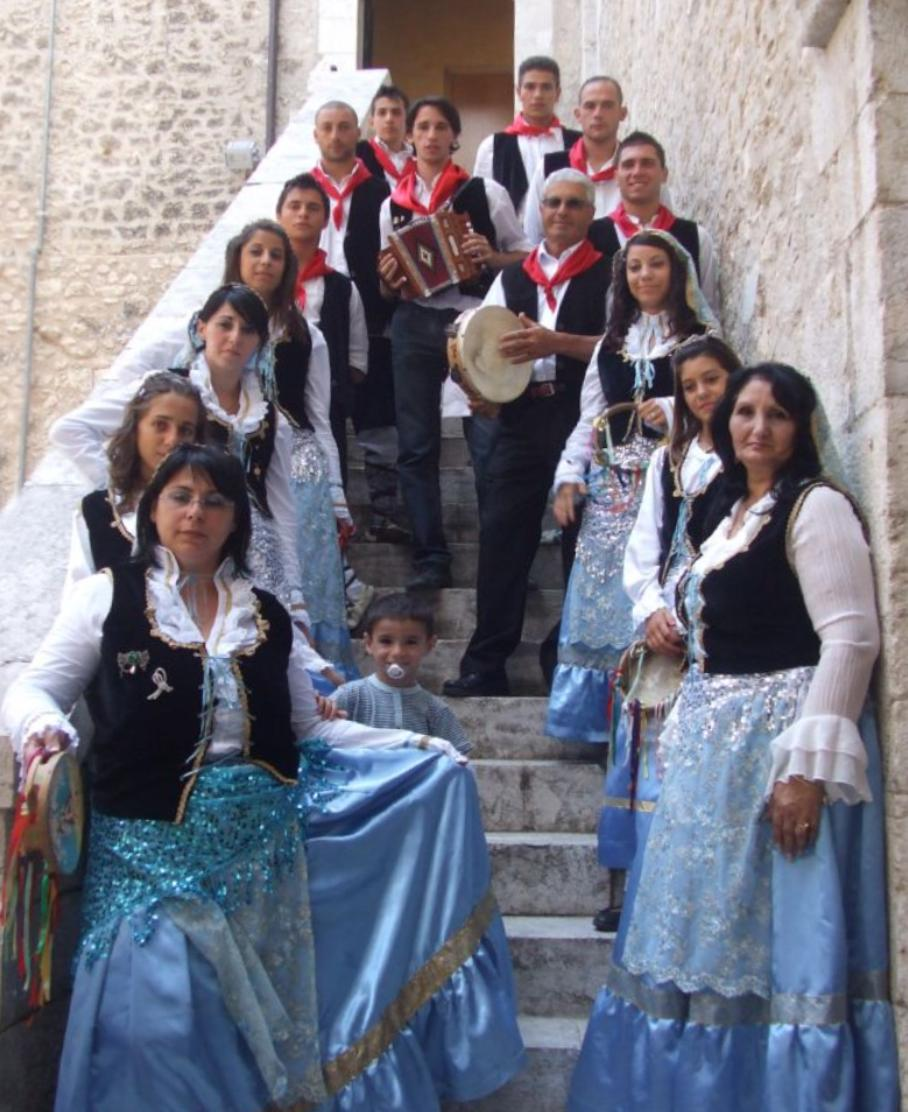
グリコ人の人々

2006年の国立統計研究所（ISTAT）の統計によれば、6歳以上の住民の家庭内での会話における言語状況は以下の通り。イタリア語（Italiano）、地方言語（Dialetto）、他の言語（Altra lingua）についてのデータで、左列が全国平均、右列がカラブリア州の数値である。
| 家庭内の会話における使用言語           | 全国  | 州    |
| -------------------------------------- | ----- | ----- |
| イタリア語のみ、あるいは主にイタリア語 | 45.5% | 20.4% |
| 地方言語のみ、あるいは主に地方言語     | 16.0% | 31.3% |
| イタリア語と地方言語の双方             | 32.5% | 43.1% |

カラブリア州では、1861年のイタリア統一以前から標準イタリア語が公用語として用いられているが、この地域では複雑で豊かな歴史を背景としてさまざまな地方言語 (Calabrian dialects) が発達していた。「カラブリア語」はラテン語から直接派生したもので、話される語彙は標準イタリア語よりもラテン語に近い。また、ナポリ王国がフランス人やスペイン人によって統治された歴史を背景として、語彙や表現にはフランス語やスペイン語の影響も受けている。多くの言語学者は「カラブリア語」のさまざまな方言を「北部カラブリア方言」「中南部カラブリア方言」の2つのグループに分けている。このほか、カラブリア州にはギリシャ語・オック語・アルバニア語系の言語島も見られる。
カラブリアでは、中世の終わりまで人々の母語としてギリシャ語が用いられていた。13世紀にこの地を旅したあるフランス人の年代記作家は「カラブリアの農民たちはギリシャ語しか話さない」と書き残している。15世紀ないし16世紀に、カラブリアではギリシャ語に替わり、ラテン語が急速に用いられるようになった。これはイタリア半島における支配言語がイタリア語に替わっていく一過程であった。かつてカラブリアで広く用いられていたギリシャ語の末裔は、21世紀初頭の今日、南カラブリアのアスプロモンテ山周辺でグリコ人によって話されるグリコ語として生き残っている。
北部カラブリア方言（ナポリ語）
カラブリア州の北側約1/3の地域で話される言葉はナポリ語の影響を受けてその一部とも見なされており、北部カラブリア方言あるいはコゼンツァ方言 (it:Dialetto cosentino) と呼ばれる。「エスノローグ」は「ナポリ・カラブリア語」（Napoletano-Calabrese）に含めている。
中南部カラブリア方言（シチリア語）
カラブリア州の南側2/3の地域で話される言葉は、中南部カラブリア方言と呼ばれ、シチリア語の一部ともみなされる。この言語は多くの点で、イタリアの「かかと」にあたるサレント地方で話されているプッリャ語サレント方言と似ていると指摘される。中部カラブリア方言 (it:Dialetto calabrese centrale) と南部カラブリア方言 (it:Dialetto calabrese meridionale) に分類され、さらに細かくはカタンザーロ方言 (it:Dialetto catanzarese) やレッジョ方言 (it:Dialetto reggino) などの方言がある。
「エスノローグ」ではシチリア語の一部と見なされる旨の言及があり、シチリア語の項目に「カラブリア・シチリア語」（Calabro-Sicilian）の別名が挙げられている。
グリコ語／ギリシア語カラブリア方言
カラブリア州の南端、レッジョ・カラブリア県のボヴェシア (Bovesia) （ボーヴァやボーヴァ・マリーナなど）には、ギリシア語の変種であるグリコ語を話すグリコ人が暮らしている。同様のグリコ語話者コミュニティはプッリャ州南部のレッチェ県にもある。カラブリア州のグリコ語についてギリシア語カラブリア方言と分類し、プッリャ州のグリコ語と区別することもある。彼らは、かつてイタリア半島南部にあった大きなギリシア人コミュニティ（マグナ・グラエキアや東ローマ帝国領の名残り）の生き残りで、15世紀から16世紀頃までは、カラブリア南部のより広い範囲でギリシャ語が用いられていた。ユネスコの「危機に瀕する言語のレッドブック」 (Red Book of Endangered Languages) によればカラブリアのグリコ語の話者は2000人で、危機に瀕する言語（vulnerable から critically endangered（絶滅寸前）までの4段階のうち、3段階目（深刻な方から2番目）の「重大な危険」 severely endangered）と指定されている。
グアルディア語（オック語）
コゼンツァ県のグアルディア・ピエモンテーゼでは、オック語の変種であるグアルディア語 (it:Guardiolo) が話されている。「危機に瀕する言語のレッドブック」によれば話者は340人で、「重大な危険」（severely endangered）と指定されている。
「危機に瀕する言語のレッドブック」ではグアルディア語をオック語の下位分類であるアルピーネプロヴァンス語（ヴィヴァロ・アルピーネ語） (Vivaro-Alpine dialect)  の変種としている。なお「エスノローグ」ではオック語とフランコプロヴァンス語の項目で別々にグアルディア・ピエモンテーゼで話されていることが挙げられている。
アルバレシュ語（アルバニア語）
アルバレシュ語はアルバニア語の変種で、南イタリアにはアルバレシュ語コミュニティが点在する。南イタリアにおけるアルバレシュ語話者は、「危機に瀕する言語のレッドブック」および「エスノローグ」によればアルバレシュ語話者は8万人。ユネスコは「危機に瀕する言語のレッドブック」で2段階目の「危険」（definitely endangered）に指定している。

### 食文化

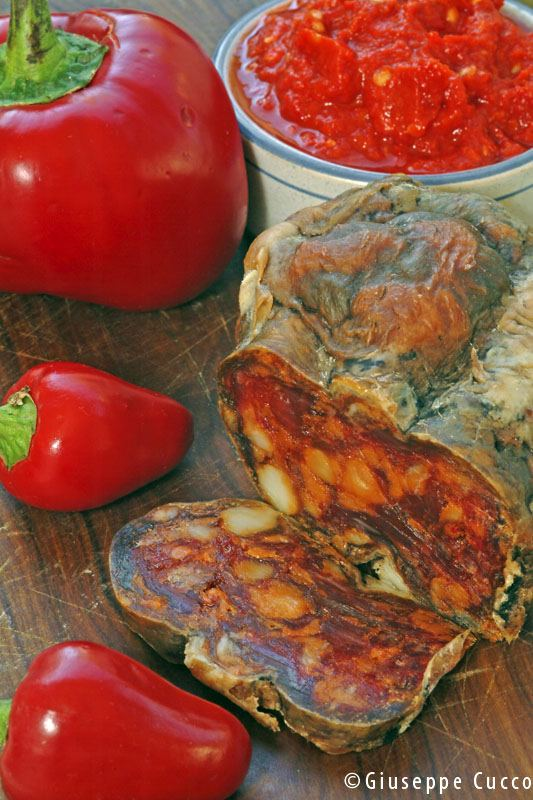
Soppressata di Decollatura

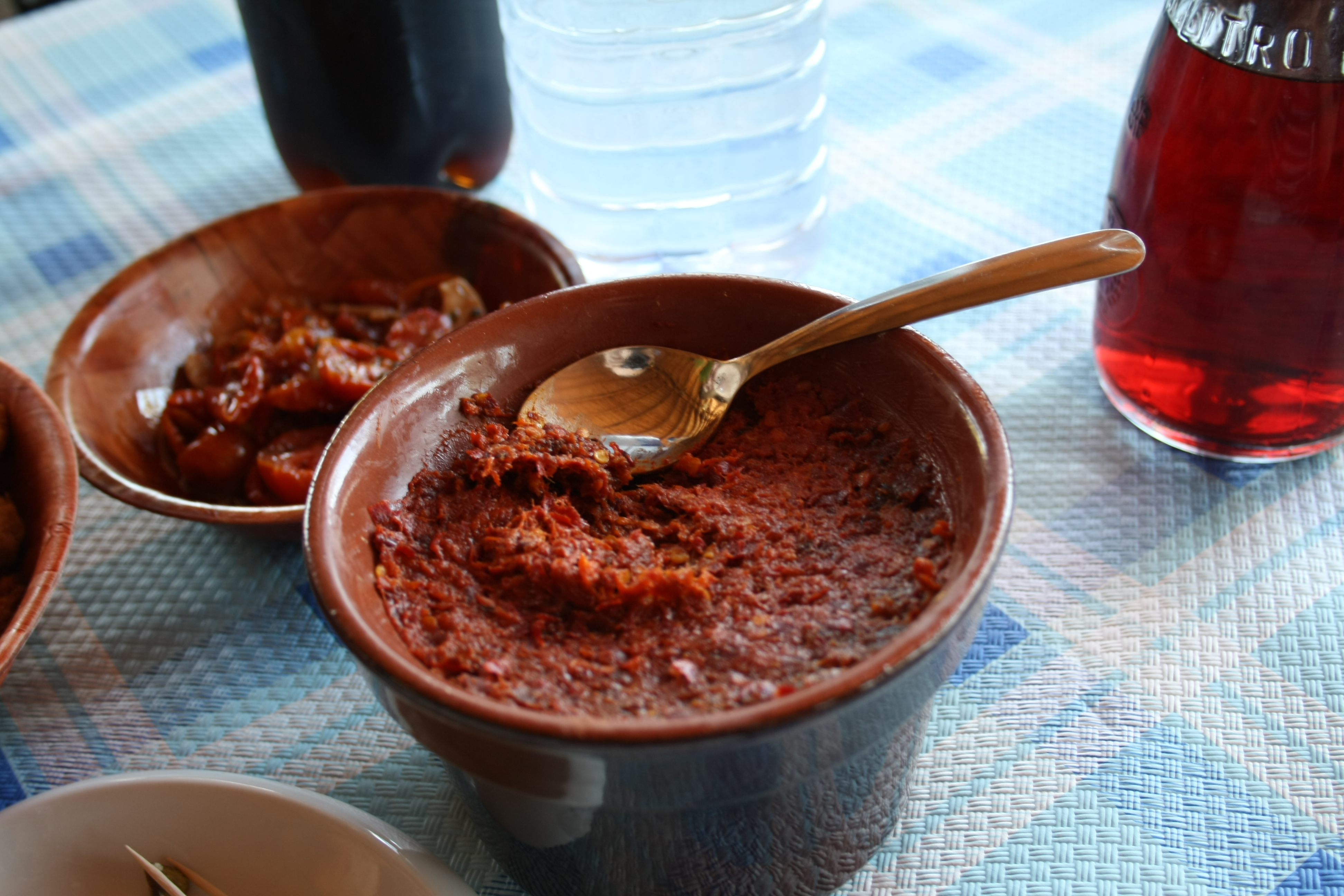
ンドゥイヤ

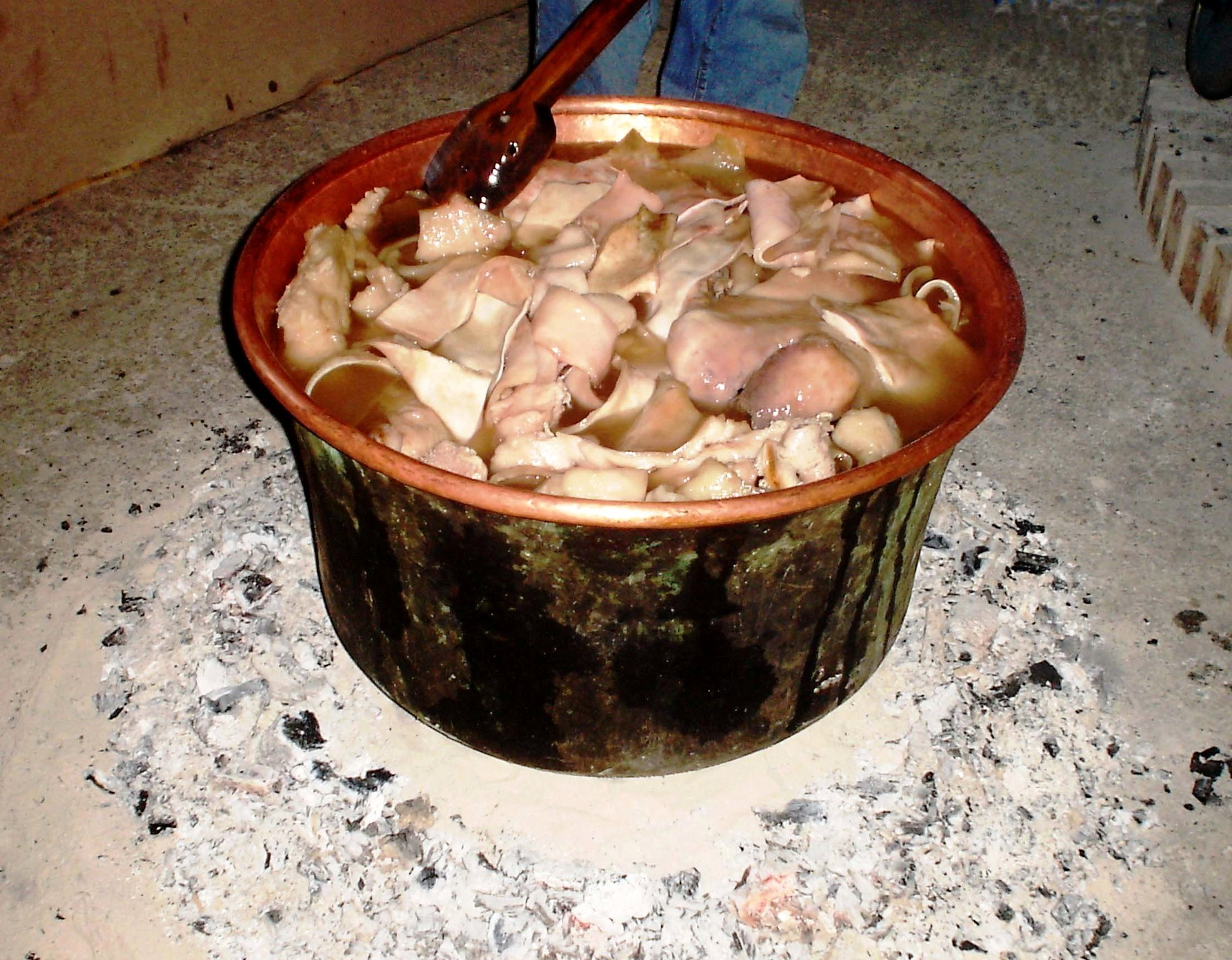
フリットゥリの一種
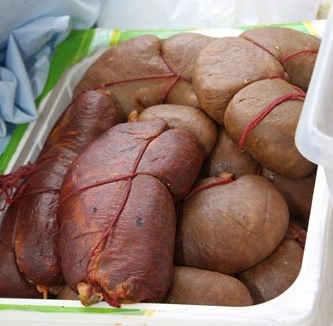
ンドゥイヤ

カラブリア料理 (it:Cucina calabrese) はトウガラシを使った料理が特徴的とされる。典型的な南イタリアの地中海料理 (Mediterranean cuisine) であり、肉料理（豚肉、ラム肉、ヤギ肉）、野菜料理（特にナス）、魚料理が組み合わされている。パスタもまた重要な要素である。
カラブリア地方ではその気候のために潜在的に不作と隣り合わせであったため、イタリアのその他の地方とは対照的に、カラブリア地方では伝統的に食品の保存に重点を置いてきた。その結果、野菜と肉のオリーブ油漬けや、ソーセージなどの加工食肉（ンドゥイヤなど）を作った。沿岸部では、保存用の魚としてカジキやイワシ、タラなどが保存用に加工された。このほかカラブリアの名産品としては、赤たまねぎがある。
イタリア語版の以下の記事も参照。
- 伝統農産品 (it:Prodotti agroalimentari tradizionali calabresi)

パスタ・スープ類
Lagane e cicciari（ヒヨコマメとともに供されるパスタ料理）、
畜肉加工品・肉料理
ンドゥイヤはトウガラシとともに腸詰にして熟成させた豚肉のスプレッドソーセージ（パテ）、ソップッレッサータ (Soppressata) はトウガラシ入りの辛口サラミである。フリットゥリ（Frìttuli）あるいはCurcùciと呼ばれる豚肉料理 (it:Frittole (gastronomia calabrese)) が知られている。
- カポコッロ・ディ・カラブリア（DOP） (it) 
- サルシッチャ・ディ・カラブリア（DOP） (it) 
- ソップッレッサータ・ディ・カラブリア（DOP） (it) 
- パンチェッタ・ディ・カラブリア（DOP） (it) 

- フリットゥリの一種
- ンドゥイヤ

水産加工品・魚料理
沿岸部では、保存用の魚としてカジキやイワシ（sardelle rosamarina）、タラ（バッカラ (it:Baccalà) ）などが保存用に加工された。
チーズ
名産品としては、シーラ地方 (it:Sila) のカチョカヴァッロ、クロトーネのペコリーノなどがある。
- カチョカヴァッロ・シラーノ（DOP） (it) 
- ペコリーノ・クロトネーゼ（DOP） (it:Pecorino crotonese) 

このほか、カチョリコッタ (it:Cacioricotta) 
菓子（ドルチェ）
カラブリアのデザート類は、典型的には揚げ菓子や蜂蜜で甘味をつけたペイストリー、あるいは焼いたビスケットである。代表的なものにピニョラータ (Pignolata) がある。
ワイン
古代、カラブリアはエノトリア（Enotria）と呼ばれたが、これは古代ギリシア語で Οἰνωτρία「葡萄の土地」を意味する言葉に由来する。カラブリア地方で生産されるワインは、カラブリア・ワイン (Calabrian wine) として名高い。いくつかのワイン産地は、古代ギリシャ時代にまでさかのぼる歴史を誇っている。DOCGに指定されたものはないが、各県にDOCワインがある。良く知られたDOCワインとしては、Cirò や Donnici がある。重要な葡萄の種類は、ガリオッポ種 (Gaglioppo) とグレコ・ビアンコ種である。

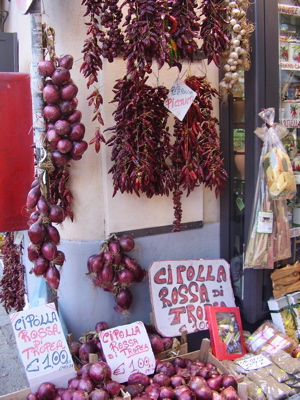
トロペーアの赤たまねぎ

その他農産物
カラブリアの名産品としては、赤たまねぎ（チポッラ・ロッサ）、リコリス（リクイリツィア、liquirizia）、ベルガモットなどがある。
- トロペーアのチポッラ・ロッサ（IGP） (it) 
- カラブリアのクレメンティーネ（IGP） (it) 
- ロッカ・インペリアーレのレモン（IGP） Limone di Rocca Imperiale
- コゼンツァのイチジク（DOP）Fichi di Cosenza
- シーラのジャガイモ（IGP） (it) 
- カラブリアのリコリス（DOP）Liquirizia di Calabria
- レッジョ・カラブリアのベルガモット（精油）（DOP）Bergamotto di Reggio Calabria - Olio essenziale

以下のオリーブオイル産地がDOPに指定されている。
- アルト・クロトネーゼ（DOP） (it) 
- ブルツィオ（DOP） (it) 
- ラメティア（DOP） (it) 

## 観光
カラブリアを取り囲む海はとてもきれいで、良い観光地となっている。
- トロペーア、ピッツォ、ティレニア海に面した都市で、海岸も町も美しい。
- シデルノ、イオニア海に面した都市。良いホテルが多くある。

## スポーツ

### サッカー
州内に本拠を置くプロサッカークラブとしては以下がある。所属リーグは2012-13シーズン現在。
- レッジーナ・カルチョ （レッジョ・カラブリア県レッジョ・ディ・カラブリア） - セリエB（2部リーグ）
- FCクロトーネ （クロトーネ県クロトーネ） - セリエB
- USカタンザーロ1929 （カタンザーロ県カタンザーロ） - レガ・プロ1（3部リーグ）
- ヒンテルレッジョ・カルチョ（英語版） （レッジョ・カラブリア県レッジョ・ディ・カラブリア） - レガ・プロ2（4部リーグ）
- ヴィゴル・ラメーツィア・カルチョ （カタンザーロ県ラメーツィア・テルメ） - レガ・プロ2

5部リーグ（アマチュア最上位リーグ）のセリエDでは、シチリア州・カンパニア州のチームとともにジローネIに属する。カラブリア州の地方リーグ（6部リーグ）として、エッチェッレンツァ・カラブリア (it:Eccellenza Calabria) がある。

## 交通

### 空港
- クロトーネ空港（英語版）（クロトーネ県）
- ラメーツィア・テルメ国際空港 （カタンザーロ県）
- レッジョ・ディ・カラブリア空港（英語版）（レッジョ・カラブリア県）

## 人物

### 著名な出身者
- アロイシウス・リリウス - 16世紀の天文学者・暦学者、グレゴリオ暦提案者。チロ出身。
- トマソ・カンパネッラ - ルネサンス期の哲学者。スティーロ生まれ。
- フランク・コステロ - 20世紀のギャング（コーサ・ノストラ）のボス。カッサーノ・アッロ・イオーニオ生まれ。
- レナート・ドゥルベッコ - 20-21世紀のウイルス学者、ノーベル生理学医学賞受賞者。カタンザーロ生まれ。
- ジャンニ・ヴェルサーチ - 20世紀のファッションデザイナー、ヴェルサーチ設立者。レッジョ・ディ・カラブリア生まれ。
- ジェンナーロ・ガットゥーゾ - サッカー選手・指導者。コリリアーノ・カーラブロ生まれ。

### ゆかりの人物
- ピタゴラス - 紀元前6-5世紀の数学者・哲学者。クロトーン（現在のクロトーネ）でピタゴラス学派を形成し活動。